# Котлярівське газоконденсатне родовище
Котлярівське газоконденсатне родовище — належить до Машівсько-Шебелинського газоносного району Східного нафтогазоносного регіону України.

## Опис
Розташоване в Харківській області на відстані 15 км від м. Кегичівка.
Знаходиться в центральній частині приосьової зони Дніпровсько-Донецької западини в межах Хрестищенсько-Єфремівського структурного валу.
Структура виявлена в 1971 р. і являє собою монокліналь, що занурюється в півд.-сх. напрямку від Ведмедівського соляного штоку. Перший промисл. приплив газу отримано з відкладів картамиської світи з інт. 3810-4076 м у 1979 р.
Поклад пластовий, склепінчастий, тектонічно екранований та літологічно обмежений. Режим покладів газовий. Колектори — пісковики. Запаси початкові видобувні категорій А+В+С1: газу — 775 млн. м³.